# Captain America (filme de 1944)
Captain America é um seriado estadunidense de 1944, produzido pela Republic Pictures, baseado (vagamente) no personagem das histórias em quadrinhos americanas Capitão América da Timely Comics (atual Marvel Comics). Este foi o último seriado sobre super-heróis produzido pela Republic, e também foi um dos mais caros daquela Companhia Cinematográfica.
O seriado apresenta o Capitão América, na realidade o promotor público Grant Gardner, tentando frustrar os planos de Scarab (Escaravelho), curador do museu do Dr. Ciro Maldor - especialmente em relação às suas tentativas de adquirir o "Dynamic Vibrator" e o "Electronic Firebolt", dispositivos que poderiam ser utilizados como super-armas.
Em um raro elemento da trama da Republic, a identidade secreta do vilão é conhecida do público desde o início, mas não para os personagens da série. A abordagem usual do estúdio foi o uso de um vilão misterioso que só seria desmascarado como um dos outros personagens de apoio, no capítulo final.

## Sinopse
Uma onda de suicídios suspeitos entre cientistas e empresários, todos encontrados segurando um pequeno escaravelho, chama a atenção do prefeito Randolph. Ele exige que o comissário de polícia e o promotor Dryden Grant Gardner resolvam o caso, enquanto espera que o Capitão América, um homem mascarado que ajudou a derrotar o crime no passado, ajuda a resolver o mistério.
Todos os suicidas eram membros de uma expedição a algumas ruínas da civilização maia. Um dos poucos sobreviventes, o professor Lyman, pede apoio ao Dr. Maldor, mas ele revela ser o homem responsável pelas mortes. Na verdade, ele quer vingança, pois planejou e organizou a expedição, mas todos alegaram a fama e a fortuna. No entanto, Lyman desenvolveu o "Dynamic Vibrator" - um dispositivo destinado a operações de mineração, mas que pode ser ampliada e ser transformado em uma arma devastadora. Usando a sua "Purple Death", um produto químico hipnótico responsável pelos suicídios, o Dr. Maldor força Lyman a divulgar a localização de seus planos.
O Capitão América intervém nos planos de Escaravelho e tentar roubar seus planos e isso leva a uma seqüência de tentativas deste para adquirir uma versão de trabalho, bem como outros dispositivos, ao tentar eliminar o Capitão América e interferir antes que ele consiga descobrir a verdadeira identidade do Dr Maldor e derrotá-lo.

## Elenco
- Dick Purcell … Grant Gardner/ Captain America. Purcell foi escalado como o herói, apesar de parecer um pouco acima da média de peso[1][5]. Ele morreu poucas semanas após a filmagem ser concluída. O stress da filmagem de Captain America teria sido demais para seu coração e ele caiu no vestiário em um clube de campo em Los Angeles[6].
- Lorna Gray … Gail Richards, secretária de Grant Gardner
- Lionel Atwill … Dr Cyrus Maldor/Escaravelho
- Charles Trowbridge … Comissário de Polícia Dryden
- Russell Hicks … Prefeito Randolph
- George J. Lewis … Bart Matson
- John Davidson … Gruber
- Stanley Price … Químico do Purple Death
- Charles Hutchison ... Merritt (não-creditado). Foi o último filme de Charles Hutchison.
- Tom Chatterton ... J. C. Henley (cap. 6 e 8)

## Produção
Após uma longa parceria entre William Witney & John English, em que co-dirigiram 17 seriados para a Republic, esse foi o segundo seriado da Republic que English dirigiu sem Witney (o primeiro foi Daredevils of the West, em 1943).
Captain America foi orçado em $182,623, apesar de ter alcançado um custo de $222,906. Foi, portanto, o mais caro seriado da Republic Pictures.
Foi filmado entre 12 de outubro e 24 de novembro de 1943, e recebeu a numeração 1297.
O roteiro de Captain America foi feito por sete dos maiores roteiristas de seriados, sendo inclusive o único trabalho de Harry Fraser para a Republic.

O escudo do Capitão América nos quadrinhos

O traje do Capitão América era, na verdade, cinza, azul escuro e branco, fotografado em preto e branco. O traje perdeu, também, as asas; as botas de pirata foram substituídas por sapatos altos, assim como a cota de malha se tornou pano normal. Bandeiras em miniatura foram adicionadas às luvas e o cinto se tornou um pequeno escudo.
A Republic era conhecida por fazer mudanças arbitrárias em suas adaptações. Isso ocorreu com o Capitão América mais do que com a maioria. A Timely Comics, proprietária do Capitão América, estava descontente com a omissão de Steve Rogers, a falta de uma definição do exército e o uso de uma arma. A Republic respondeu por escrito que as páginas fornecidas pela Timely não indicavam que o Capitão América era um soldado chamado Steve Rogers, nem que ele não carregava um revólver. Eles também observaram que a série foi muito bem em produção neste ponto e não podiam regressar ao conceito original, sem que isso se tornasse dispendioso. Finalmente, salientaram que a Republic não tinha obrigação contratual de fazer qualquer uma dessas modificações.

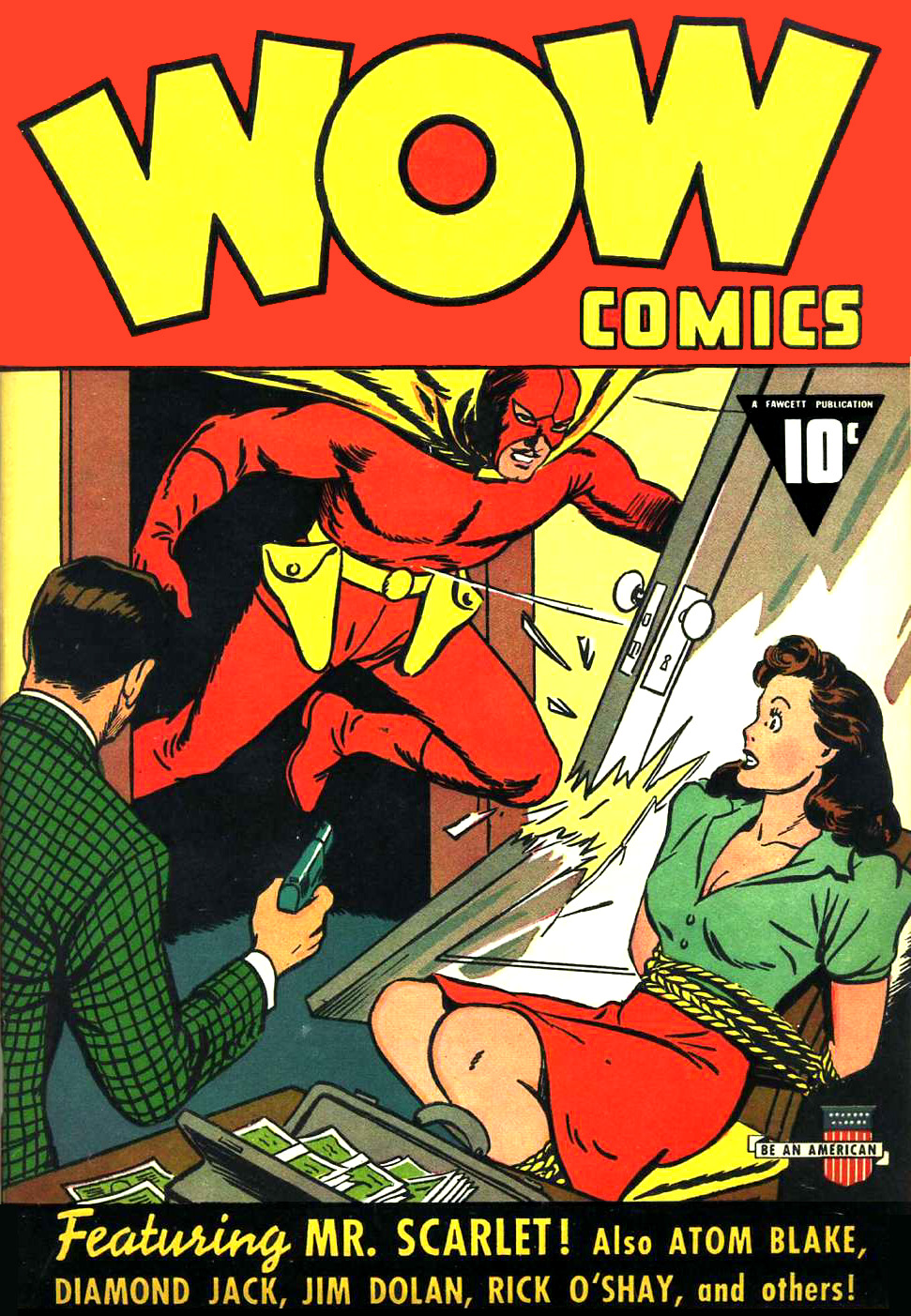
Mr. Scarlet, arte de C. C. Beck.

As diferenças entre as versões em quadrinhos e filmes do personagem-título desta série são mais extremas do que em outras adaptações de quadrinhos pela Republic, tais como Adventures of Captain Marvel e Spy Smasher. Por exemplo:
- A identidade secreta do Capitão América é um Promotor de Justiça, Grant Gardner, ao invés do soldado das Forças Armadas Americanas, Steve Rogers[1].
- O soro original do "supersoldado" não é usado.
- Seu famoso escudo não aparece, substituído por uma arma padrão.
- Apesar do fato de esta série ter sido feita em 1944, o Capitão América lutou com os nazistas regularmente nas histórias em quadrinhos, mas o nazismo não faz parte da história de nenhuma maneira.
- Seu sócio Bucky não aparece.

A razão para as diferenças parece não ser tão arbitrária, pois a Republic "mudou" o personagem, mas sendo que o roteiro da série foi originalmente preparado para uma personagem com característica totalmente diferente, foi decidido não haver uma mudança posterior.
Os historiadores de cinema Jim Harmon e Donald F. Glut especularam se o roteiro foi originalmente escrito como uma sequência para o filme de 1940, Mysterious Doctor Satan, que caracterizou o herói mascarado The Copperhead[carece de fontes?]. Este personagem era uma substituição do Superman da DC Comics, após o lance da Republic para os direitos do personagem perder para a Paramount Pictures, que tinha a série de curtas animados do Superman, feita pelo Fleischer Studios. Esta ideia, entretanto, é altamente questionável, considerando que a Republic era proprietária do personagem Copperhead e poderia ter feito o que quisesse com ele sem problemas de licenciamento.
Com base no fato de que a Republic havia adaptado outros personagens da Fawcett Comics, (Capitão Marvel e Spy Smasher), em que o líder é um promotor de combate ao crime, auxiliado por sua secretária, que sabe sua identidade, e que o número de série inclui um capítulo intitulado The Scarlet Shroud, em que nada parece escarlate, o diretor e restaurador Eric Stedman afirmou que o mais provável é que o roteiro foi desenvolvido originalmente para um herói da Fawcett, Mr. Scarlet, cuja identidade secreta é Brian Butler; o herói não foi muito popular e desapareceu das histórias em quadrinhos, sendo relegado a um recurso de backup entre o momento em que a série foi planejada e o último filme da série.
O escritor Raymond William Stedman acredita que as diferenças entre as histórias em quadrinhos e a versão do seriado do Capitão América mudaram "para melhor", como, por exemplo, o herói não tinha que fugir de uma base militar a cada vez que ele precisava mudar de identidade.

### Dublês
- Dale Van Sickel … Capitão América (Dick Purcell)
- Bert LeBaron … Dr Maldor/O Escaravelho (Lionel Atwill)
- Helen Thurston … Gail Richards (Lorna Gray)
- Ken Terrell … Bart Matson/Dirk (George J. Lewis & Crane Whitley)
- John Bagni
- Fred Graham
- Duke Green
- Eddie Parker
- Allen Pomeroy
- Tom Steele

Dale Van dublava Dick Purcell como o Capitão América; Ken Terrell dublava George J. Lewis e Fred Graham dublava Lionel Atwill. As acrobacias adicionais foram realizadas por Duke Verde e Yrigoyen Joe. Tom Steele só apareceu em um capítulo, pois estava ocupado em The Masked Marvel.

### Efeitos especiais
Todos os efeitos especiais de Captain America foram criados pela equipe da Republic, os Lydecker brothers.

## Lançamento

### Cinemas
O lançamento oficial do Captain America foi em 5 de fevereiro de 1944, apesar de atualmente essa ser considerada a data do sétimo capítulo.
O seriado foi relançado em 30 de setembro de 1953, sob o título Return of Captain America, entre a Canadian Mounties vs. Atomic Invaders e Trader Tom of the China Seas.

## Crítica
Captain America é considerado como o ápice “da luta tradicional no filme de ação ...” [no] parecer de muitos entusiastas de cliffhangers.
Stedman escreveu que esse era um seriado "muito melhor do que qualquer Batman ou The Masked Marvel".
Dr Maldor é, na opinião de Cline, o melhor papel de Lionel Atwill em seriados.